# Zehra Topel
Zehra Topel (née le 13 avril 1987 à Choumen, en Bulgarie) est une joueuse d'échecs turque, championne de Turquie en 2007.

## Biographie
Zhera Topel est née le 13 avril 1987 à Choumen, en Bulgarie, de parents turcs. Son père Cengiz Topel est entraîneur d'échecs et sa mère Vildan est infirmière. Son père lui apprend les règles du jeu d'échecs à l'âge de huit ans. En 1997, elle déménage avec son père à Istanbul, en Turquie, tandis que sa mère restait à l'époque en Bulgarie avec sa sœur aînée, Hatice. Zehra Topel demande la nationalité turque, mais doit attendre quatre ans avant d'obtenir satisfaction, en 2000,.
Zehra Topel fréquente le Vissh Pedagogicheski Institut v Shumen en Bulgarie pour étudier l'anglais. Plus tard, elle fait des études à l'Université d'Istanbul Kültür grâce à une bourse d'échecs,,.

## Palmarès lors des compétitions jeunes
Au cours des deux années 1995 à 1997 en Bulgarie, Zehra Topel remporte de nombreux titres dans sa catégorie d'âge. Cependant, pendant ses quatre premières années en Turquie, elle n'est pas autorisée à représenter la Turquie car elle n'avait pas la nationalité. Elle passe le temps avant la naturalisation à s'entraîner à la maison, n'étant pas autorisée à jouer dans les tournois nationaux officiels (elle avait tout de même accès aux tournois non officiels). 
Une fois sa nationalité obtenue, elle obtient de bons résultats. Elle est notamment championne de Turquie dans la catégorie des filles de moins de 14 ans en 2001, puis championne dans la catégorie des filles de moins de 16 ans en 2003.

## Palmarès
Zehra Topel remporte une médaille d'argent lors du premier championnat de la Méditerranée d'échecs féminin organisé au Liban en octobre 2003, terminant derrière la Française Silvia Collas. 
En 2007, elle est sacrée championne de Turquie d'échecs féminin. En 2009, elle termine deuxième du championnat, avec 8 points sur 9 possibles, perdant seulement contre la grande favorite et future championne Betül Cemre Yıldız.  

## Parcours en équipe nationale
Zehra Topel joue pour la sélection nationale turque, notamment lors des olympiades d'échecs et du championnat d'Europe d'échecs des nations féminin. 

## Titres internationaux délivrés par la FIDE
Zehra Topel reçoit le titre de Maître international féminin (MIF) en 2007.